# 上海交通大学密西根学院
上海交通大学密西根学院（英文：University of Michigan–Shanghai Jiao Tong Univeristy Joint Institute），简称交大密西根学院（英文：UM–SJTU Joint Institute）或密院，原称交大密西根联合学院，是上海交通大学与密歇根大学安娜堡分校于2006年共同创办的中外合作办学机构，其前身为2000年两校共建的机械工程学科，目前是上海交通大学的直接隶属学院，院址位于交大闵行校区校园内。
学院創辦期間有本科专业3个：电子与计算机工程、机械工程、材料科学与工程；研究生专业7个：力学、机械工程、电子科学与技术、信息与通信工程、控制科学与工程、动力工程及工程热物理、计算机科学与技术。研究生专业中，力学只有博士项目，计算机科学与技术只有学术型硕士项目，其余专业均有博士及学术型硕士项目。

## 学制
上海交通大学密歇根学院开设多种办学模式，学生可以在两个阶段不同办学模式中选择相应一种并取得对应学位：
1.本科阶段：
- 4+0模式（交大本科学位项目）：学生在上海交通大学完成四年的学习，毕业后取得上海交通大学的毕业证书，学士学位证书和密西根学院的学习证书。[5]
- 2+2模式（交大-密歇根本科双学位项目）：学生在上海交通大学完成前两年的学习，在密西根大学完成后两年学习，学生在满足两校的毕业要求后将分别获得上海交通大学的毕业证书，上海交通大学和密西根大学两个不同专业的本科学士学位。[5]

2.研究生阶段：
- 交大硕士/硕博/直博项目：学生得到上海交通大学的学士学位后，申请密西根学院硕士，及学院的硕博连读，或直博项目。毕业后取得上海交通大学的毕业证书，相应的硕、博士学位证书及密西根学院学习证明。[6]
- 全球学位通本硕连读项目：学生前三年在密西根学院就读，第四年、第五年依照不同项目的培养细则前往不同合作院校就读。毕业后取得上海交通大学的本科学士学位和国外合作伙伴大学的研究生硕士学位。[7]

## 历史
- 2005年6月，时任密西根大学Mary Sue Coleman（英语：Mary Sue Coleman）校长访问上海交通大学，两校共同签署了建立上海交通大学密西根学院的合作协议。
- 2006年4月，上海交通大学密西根学院正式揭牌成立，学院借用闵行校区法学院大楼办公。同年9月，第一批196名本科生入学。
- 2012年6月，上海交大与密西根大学签订十年战略合作协议。
- 2018年5月，学院大楼龙宾楼建成启用，上海交大与密西根大学续签十年战略合作协议。
- 2025年1月10日，密西根大学宣布解除与上海交通大学的合作关系。[8]3月，上海交通大学密西根学院与新加坡南洋理工大学签署合作协议，开展“3.5+2”本硕连读项目。

## 荣誉
- 2010年3月，获教育部第六届高等教育国家级教学成果奖一等奖。
- 2011年，被国家教育体制改革领导小组认定为中国高等教育改革楷模。
- 2012年2月，被上海市教育委员会评为首届上海市中外合作办学示范机构。
- 2014年3月，获国际教育协会颁发的安德鲁·海斯克尔国际教育革新奖（英语：Andrew Heiskell Award），这是该奖项设立以来第一次授予中国的教育机构。
- 2016年8月，电子与计算机工程、机械工程等两个本科专业通过ABET认证。